# Summer
Summer je drugi studijski album slovenske indie skupine New Wave Syria, izdan 10. maja 2013, tokrat v samozaložbi.

## Ozadje
V intervjuju na portalu Planet SiOL.net je Rok Pezdirc pojasnil, zakaj je minilo relativno veliko časa med izidom prvenca in tega albuma: 
»Prvo leto po izidu ti vse skupaj malce "dol pade". Ne razmišljaš o tem, da bi snemal kaj novega.«

Urša Golob Pezdirc je nato dodala:
»Hočeva, da je stvar dodelana. Hočeva, da je vsak komad dober, da stoji zase in zato je toliko časa trajalo. Nisva želela izdati albuma, s katerim ne bi bila zadovoljna.«

## Glasba
Pet dni pred uradnim izidom albuma je izšel singl z naslovom »Hipster Than Hip« v obliki videospota na YouTubu. Videospot je režiral Miha Mlaker, v njem pa igrajo Inja Zalta, Jernej Gašperin in Tihana Vajagič.
Na tem albumu je dvojec tudi opustil metodo circuit bending.

## Kritični odziv
Odzivi na album so bili pozitivni, a na splošno malo slabši kot odzivi na prvenec Hello, Yes. Borka je za revijo Mladina napisala sledeče: »Summer nadaljuje, kjer je končal Hello, Yes, in je v resnici le tehnični "apgrejd", ki pa žal ne postreže s toliko izstopajočimi komadi. Je kratek, dinamičen in jedrnat izdelek, na račun zvočne zrelosti pa odčara iluzijo spontanosti, ki je bila morda celo glavni adut prvenca.« Album je ocenila s 4 zvezdicami.
V recenziji na MMC RTV-SLO je Miroslav Akrapović za album rekel, da je »tako dober, da bi lahko bil konkurenčen tudi v imenu tujih indiezaložb, ki ohranjajo higiensko raven slišanega.« Albumu je dal oceno 5 (Hello, Yes je bil ocenjen z zgolj 4).
Za Radio Študent je Luka Vučkovič med drugim napisal tudi, da »z Uršinim pridigarskim vokalnim podajanjem, atmosferičnostjo, pretočnostjo in distorzirano melodiko [New Wave Syria] izražata zrelost ter dokazujeta, da vsesplošno navdušenje iz časov plošče Hello, Yes ni bilo zgolj naključje.« Ob koncu leta je bil tudi uvrščen na 8. mesto na Naj tolpi bumov, seznamu najboljših albumov leta.
Album je pritegnil tudi pozornost portalov in revij, ki se sicer osredotočajo na druge glasbene žanre: o albumu sta pisali tudi rock reviji Rockline in RockOnNet ter celo punkerski Slovenski punk rock portal. Na portalu Rockline je Aleš Podbrežnik album ocenil s 4 zvezdicami in skupino pojmoval kot »zasedbo, ki bo zagotovo dostavila v prihodnje še več samonikle glasbene substance.«
Za RockOnNet je Matjaž Gerenčer album ocenil pozitivno in rekel, da gre za »izrazit pop album, melodičen, plesen in enostavno prijeten za poslušati.«
Na portalu Slovenski punk rock portal pa je bilo o albumu zapisano, da »je zelo poslušljiv album za mirne trenutke, v zasanjanih ritmih nas privede do razmišljanja o problemih in rešitvah le-teh.«

### Priznanja
| objava        | uvrstitev | seznam               |
| ------------- | --------- | -------------------- |
| Radio Študent | 8.        | Naj tolpa bumov 2013 |

## Seznam pesmi
Vse pesmi sta napisala Urša Golob Pezdirc in Rok Pezdirc.
1. »Second Nature« – 4:12
2. »Out of Ammo« – 3:31
3. »X(I)O« – 3:45
4. »Hipster Than Hip« – 3:22
5. »Not Impressed« – 3:15
6. »Beat Me Up« – 4:05
7. »Bang« – 3:41
8. »Shut My Eyes« – 3:40
9. »Glow« – 4:14

## Zasedba
- Urša Golob Pezdirc — vokal, programiranje, snemanje, miksanje, oblikovanje
- Rok Pezdirc — programiranje, snemanje, miksanje, oblikovanje
- Andrej Hrvatin — mastering
- Jan Pirnat — avtor fotografije na naslovnici